# Ferdinand Karel Habsbursko-Lotrinský
Ferdinand Karel Antonín Josef Jan Stanislav Habsbursko-Lotrinský (1. června 1754, Vídeň – 24. prosince 1806, Vídeň) byl rakouský arcivévoda a místodržící v Lombardii. Sňatkem modenský princ a zakladatel vedlejší linie Habsbursko-Lotrinského rodu Rakouští-Este.

## Původ
Byl čtvrtým synem císaře Františka I. Lotrinského a královny Marie Terezie. Narodil se jako čtrnácté ze šestnácti dětí. Jeho dva nejstarší bratři Josef a Leopold se postupně stali císaři a sestry Marie Karolína a Marie Antoinetta královny neapolsko-sicilské a francouzské.
Už v dětství byl dohodnut jeho sňatek s modenskou princeznou Marii Beatricí Ricciardu d'Este, se kterou se 15. října 1771 oženil. Manželé přesídlili do Milána, kde žili v harmonickém vztahu. Roku 1780 byl Josefem II. jmenován lombardským místodržícím. Měl ovšem jen omezenou moc, faktickou vládu vykonával i nadále císař. Svou laskavostí a dobročinností se mezi lidmi oba partneři stali oblíbení.

## Válka Rakouska s Francií
Od roku 1794 působil arcivévoda jako velitel italské armády v bojích Rakouska proti Francii. O dva roky později byla jeho armáda poražena u Montenotte a u Millesima vojskem vedeným Napoleonem, který následně dobyl Milán. Beatrice se s dětmi uchýlila do Vídeňského Nového Města, zatímco Ferdinand se staršími syny putoval přes Terst na zámek Belveder a další místa, která mu císař určil. Roku 1797 vznikla Cisalpinská republika, která od Rakouska získala mírovou smlouvou v Campo Formio Lombardsko a Modenu.
V roce 1803 se Ferdinand stal jménem své ženy dědicem modenského vévodství i nároků po svém tchánovi, které se nepodařilo prosadit díky Prešpurskému míru dojednanému v roce 1805. O rok později v prosinci 1806 Ferdinand zemřel a byl pohřben v kapucínské kryptě ve Vídni.

## Rodina
Ferdinand Karel a Beatrice spolu měli 10 dětí:
- Josef František (1772)
- Maria Tereza (1. listopadu 1773 – 29. března 1832), ⚭ 1789 Viktor Emanuel I. (24. července 1759 – 10. ledna 1824), vévoda savojský, piemontský, aostský a král sardinský v letech 1802 až 1821
- Josefína Ferdinanda (1775–1777)
- Marie Leopolda (10. prosince 1776 – 23. června 1848),
⚭ 1795 Karel Teodor Falcký (11. prosince 1724 – 16. ledna 1799), bavorský vévoda a kurfiřt, falcký kurfiřt, jülišský a bergský vévoda
⚭ 1804 hrabě Ludwig von Arco (30. ledna 1773 – 20. srpna 1854)

- František IV. (6. října 1779 – 21. ledna 1846), vévoda z Modeny, Massy a Carrary, ⚭ 1812 Marie Beatrice Savojská (6. prosince 1792 – 15. září 1840)
- Ferdinand Karel Josef (25. dubna 1781 – 5. listopadu 1850), polní maršál, svobodný a bezdětný
- Maxmilián Josef (14. července 1782 – 1. června 1863), velmistr řádu Německých rytířů, svobodný a bezdětný
- Marie Antonie (1784–1786)
- Karel Ambrož (2. listopadu 1785 – 2. září 1809), arcibiskup ostřihomský a primas uherský
- Marie Ludovika (14. prosince 1787 – 7. dubna 1816), ⚭ 1808 císař František I. Rakouský (12. února 1768 – 2. března 1835)

## Vývod z předků
|                                      |                                             |  |                           |                                                             |  |  |  |  |  |  |  | Mikuláš František Lotrinský |
|                                      |                                             |  |                           |                                                             |  |  |  |  |  |  |  |                             |
|                                      | Karel V. Lotrinský                          |  |                           |                                                             |  |  |  |  |  |  |  |                             |
|                                      |                                             |  |                           |                                                             |  |  |  |  |  |  |  |                             |
|                                      |                                             |  |                           | Klaudie Lotrinská                                           |  |  |  |  |  |  |  |                             |
|                                      |                                             |  |                           |                                                             |  |  |  |  |  |  |  |                             |
|                                      | Leopold Josef Lotrinský                     |  |                           |                                                             |  |  |  |  |  |  |  |                             |
|                                      |                                             |  |                           |                                                             |  |  |  |  |  |  |  |                             |
|                                      |                                             |  |                           | Ferdinand III. Habsburský                                   |  |  |  |  |  |  |  |                             |
|                                      |                                             |  |                           |                                                             |  |  |  |  |  |  |  |                             |
|                                      | Eleonora Marie Josefa Habsburská            |  |                           |                                                             |  |  |  |  |  |  |  |                             |
|                                      |                                             |  |                           |                                                             |  |  |  |  |  |  |  |                             |
|                                      |                                             |  |                           | Eleonora Magdalena Gonzagová                                |  |  |  |  |  |  |  |                             |
|                                      |                                             |  |                           |                                                             |  |  |  |  |  |  |  |                             |
|                                      | František I. Štěpán Lotrinský               |  |                           |                                                             |  |  |  |  |  |  |  |                             |
|                                      |                                             |  |                           |                                                             |  |  |  |  |  |  |  |                             |
|                                      |                                             |  |                           | Ludvík XIII.                                                |  |  |  |  |  |  |  |                             |
|                                      |                                             |  |                           |                                                             |  |  |  |  |  |  |  |                             |
|                                      | Filip I. Orleánský                          |  |                           |                                                             |  |  |  |  |  |  |  |                             |
|                                      |                                             |  |                           |                                                             |  |  |  |  |  |  |  |                             |
|                                      |                                             |  |                           | Anna Rakouská                                               |  |  |  |  |  |  |  |                             |
|                                      |                                             |  |                           |                                                             |  |  |  |  |  |  |  |                             |
|                                      | Alžběta Charlotta Orleánská                 |  |                           |                                                             |  |  |  |  |  |  |  |                             |
|                                      |                                             |  |                           |                                                             |  |  |  |  |  |  |  |                             |
|                                      |                                             |  |                           | Karel I. Ludvík Falcký                                      |  |  |  |  |  |  |  |                             |
|                                      |                                             |  |                           |                                                             |  |  |  |  |  |  |  |                             |
|                                      | Alžběta Šarlota Falcká                      |  |                           |                                                             |  |  |  |  |  |  |  |                             |
|                                      |                                             |  |                           |                                                             |  |  |  |  |  |  |  |                             |
|                                      |                                             |  |                           | Šarlota Hesensko-Kasselská                                  |  |  |  |  |  |  |  |                             |
|                                      |                                             |  |                           |                                                             |  |  |  |  |  |  |  |                             |
| Ferdinand Karel Habsbursko-Lotrinský |                                             |  |                           |                                                             |  |  |  |  |  |  |  |                             |
|                                      |                                             |  |                           |                                                             |  |  |  |  |  |  |  |                             |
|                                      |                                             |  | Ferdinand III. Habsburský |                                                             |  |  |  |  |  |  |  |                             |
|                                      |                                             |  |                           |                                                             |  |  |  |  |  |  |  |                             |
|                                      | Leopold I.                                  |  |                           |                                                             |  |  |  |  |  |  |  |                             |
|                                      |                                             |  |                           |                                                             |  |  |  |  |  |  |  |                             |
|                                      |                                             |  |                           | Marie Anna Španělská                                        |  |  |  |  |  |  |  |                             |
|                                      |                                             |  |                           |                                                             |  |  |  |  |  |  |  |                             |
|                                      | Karel VI. Habsburský                        |  |                           |                                                             |  |  |  |  |  |  |  |                             |
|                                      |                                             |  |                           |                                                             |  |  |  |  |  |  |  |                             |
|                                      |                                             |  |                           | Filip Vilém Falcký                                          |  |  |  |  |  |  |  |                             |
|                                      |                                             |  |                           |                                                             |  |  |  |  |  |  |  |                             |
|                                      | Eleonora Magdalena Falcko-Neuburská         |  |                           |                                                             |  |  |  |  |  |  |  |                             |
|                                      |                                             |  |                           |                                                             |  |  |  |  |  |  |  |                             |
|                                      |                                             |  |                           | Alžběta Amálie Hesensko-Darmstadtská                        |  |  |  |  |  |  |  |                             |
|                                      |                                             |  |                           |                                                             |  |  |  |  |  |  |  |                             |
|                                      | Marie Terezie                               |  |                           |                                                             |  |  |  |  |  |  |  |                             |
|                                      |                                             |  |                           |                                                             |  |  |  |  |  |  |  |                             |
|                                      |                                             |  |                           | Anton Ulrich Brunšvicko-Wolfenbüttelský                     |  |  |  |  |  |  |  |                             |
|                                      |                                             |  |                           |                                                             |  |  |  |  |  |  |  |                             |
|                                      | Ludvík Rudolf Brunšvicko-Wolfenbüttelský    |  |                           |                                                             |  |  |  |  |  |  |  |                             |
|                                      |                                             |  |                           |                                                             |  |  |  |  |  |  |  |                             |
|                                      |                                             |  |                           | Alžběta Juliana Šlesvicko-Holštýnsko-Sonderbursko-Norburská |  |  |  |  |  |  |  |                             |
|                                      |                                             |  |                           |                                                             |  |  |  |  |  |  |  |                             |
|                                      | Alžběta Kristýna Brunšvicko-Wolfenbüttelská |  |                           |                                                             |  |  |  |  |  |  |  |                             |
|                                      |                                             |  |                           |                                                             |  |  |  |  |  |  |  |                             |
|                                      |                                             |  |                           | Albrecht Arnošt I. Öttingenský                              |  |  |  |  |  |  |  |                             |
|                                      |                                             |  |                           |                                                             |  |  |  |  |  |  |  |                             |
|                                      | Kristýna Luisa Öttingenská                  |  |                           |                                                             |  |  |  |  |  |  |  |                             |
|                                      |                                             |  |                           |                                                             |  |  |  |  |  |  |  |                             |
|                                      |                                             |  |                           | Kristýna Frederika Württemberská                            |  |  |  |  |  |  |  |                             |
|                                      |                                             |  |                           |                                                             |  |  |  |  |  |  |  |                             |